# Martin Røymark
Martin Røymark, född 10 november 1986 i Oslo, är en norsk professionell ishockeyspelare som spelar som forward för  Färjestad BK i Elitserien.
Röymarks moderklubb är Manglerud Star. Han spelade för Sparta Sarpsborg i den norska högstaligan innan han under säsongen 2008/2009 skrev på för Frölunda HC. Han spelade sammanlagt 59 matcher i klubben. Inför säsongen 2010/2011 kontrakterades han av Timrå IK, för vilka han representerade under två säsonger och svarade för sammanlagt 40 poäng.
1 juli 2012 blev det officiellt att Röymark skrivit på ett kontrakt med Färjestad BK.

## Klubbar
- Manglerud Star 2002–2005
- Sparta Sarpsborg 2005–2009
- Frölunda HC 2009–10
- Timrå IK 2010–12
- Färjestad BK 2012-